# Politolana eximia
Politolana eximia är en kräftdjursart som först beskrevs av Hansen 1890.  Politolana eximia ingår i släktet Politolana och familjen Cirolanidae. Inga underarter finns listade i Catalogue of Life.